# مات غيغر
مات غيغر (بالإنجليزية: Matt Geiger)‏ مواليد 10 سبتمبر 1969 في سالم، هو لاعب كرة سلة أمريكي معتزل بدأ مسيرته الاحترافية في سنة 1992. تم اختياره من قبل فريق ميامي هيت خلال الدرافت وحمل الرقم 52. يبلغ طوله 7 قدم 0 بوصة (2.1 م). اعتزل اللعب في 2001. أحرز خلال مسيرته في الإن بي إيه 5059 نقطة بمعدل 9.2 نقاط في المباراة الواحدة.

## المسيرة الاحترافية
لعب مع ميامي هيت من سنة 1992 إلى 1995، ثم لعب مع شارلوت هورنتس من سنة 1995 إلى 1998، ثم لعب مع فيلادلفيا سفنتي سيكسرز من سنة 1998 إلى 2002.

## روابط خارجية
- مات غيغر على موقع إن بي أي (الإنجليزية)
- مات غيغر على موقع سبورتس رفرنس (الإنجليزية)
- مات غيغر على موقع كرة السلة الأوروبية.كوم (الإنجليزية)
- مات غيغر على موقع كلية كرة السلة في سبورتس رفرنس.كوم (الإنجليزية)
- مات غيغر على موقع ريلجم (الإنجليزية)
- مات غيغر على موقع بروبوليرز (الإنجليزية)